# Mari Carmen Sánchez
María del Carmen Sánchez, más conocida como Mari Carmen Sánchez (Cádiz), es una actriz española afincada en Canarias.

## Trayectoria profesional
Mari Carmen Sánchez ha participado en series de televisión como El tiempo entre costuras, El secreto de Puente Viejo y Aída, así como en obras de teatro como Las histéricas somos lo máximo, de Félix Sabroso y Dunia Ayaso, en el Teatro Guiniguada; Las cuñadas y Electra, en el Teatro Español de Madrid; y Alceste, en el Teatro Cuyás de Gran Canaria. Asimismo, ha intervenido en las series La Casa de Papel y Hierro.